# Lendmann
Lendmann (plural lendmenn) (nórdico antigo:lendr maðr), era um título nobiliárquico na Noruega medieval. Lendmann era o posto mais alto no séquito real de um hird, um lendmann só estava sob a autoridade dos jarls e o rei. Até o século XIII houve entre 10 e 20 lendmenn ativos ao mesmo tempo.
O termo lendr maðr é mencionado pela primeira vez na poesia escáldica do século XI. Os lendmann tinham jurisdição e responsabilidade militar e policial em seus distritos. O rei Magno VI da Noruega aboliu o título dos lendmann, sendo substituídos pelos barões, ainda que mais tarde em 1308 Haakon V da Noruega também aboliu os baronatos.
Às vezes ocorre a confusão do termo lendmann com lensmann, que é um título menor usado na administração local de um pequeno povoado (por vezes um xerife) nos últimos séculos, não obstante ambos os termos não terem relação entre si.